# Gatineau Satellite Station
Die Gatineau Satellite Station ist eine kanadische Satellitenstation in Cantley bei Gatineau in der Provinz Québec. Wie das Prince Albert Radar Laboratory war sie ursprünglich eine militärische Radarstation, die vom kanadischen Defence Research Telecommunications Establishment (DRTE), ein Teilbereich der Canadian Defence Research Board, betrieben wurde. Mit den beiden Satelliten/Radarstationen ist es möglich, den ganzen Luftraum über Kanada, sowie Teilen von den USA und Alaska zu überwachen. 

## Aufgaben und Ausstattung
Die heute noch betriebene Anlage wird vorwiegend als Erdfunkstelle genutzt. Sie verfügt über ein großes Betriebsgebäude 
und eine Satellitenantenne von 13 Metern Durchmesser, die im Juni 2014 zwei alte Antennen von je 10 Metern Durchmesser ersetzte.
Als Erdfunkstelle für  folgende Satelliten genutzt:
- Ehemals:
  - ERS-2
  - Envisat
  - Radarsat-1
- Aktuell:
  - Landsat 7
  - Radarsat-2
  - Radarsat Constellation